# Babson College
Babson College är en privat handelshögskola i Bostonförorten Wellesley, Massachusetts, i USA. 
Högskolan grundades 1919 av Roger Babson och har idag cirka 3 000 studenter.
Babson är högt rankad inom många områden, bland annat som främst i världen i ämnet entreprenörskap, av Financial Times och U.S. News & World Report. Skolan har även ett högt rankat MBA-program.
Högskolan samarbetar med Lunds universitet i form av ett utbytesprogram. Varje läsår får två studenter från Lunds universitet studera vid Babson.